# Laowo Hilimbaruzo
Laowo Hilimbaruzo is een bestuurslaag in het regentschap Nias van de provincie Noord-Sumatra, Indonesië. Laowo Hilimbaruzo telt 2274 inwoners (volkstelling 2010).